# Nombre de Best
En mecànica de fluids, el nombre de Best o nombre de Davies {\displaystyle (X)} és un nombre adimensional utilitzat en l'estudi de la caiguda aèria de meteors sòlids o líquids (és a dir, partícules com cristalls de gel i gotes d'aigua).
El nombre de Best es pot percebre de forma intuïtiva com una mesura de la mida de les partícules (les partícules petites tenen un nombre de Best petit i les grans tenen un nombre més gran).
Segons Lewis, Lewis i Schwartz, «aquesta quantitat va ser anomenada per Davies (1945) i després per Best (1950), tot i que abans va ser utilitzat per Castleman (1926), Burke et Plummer (1928), Sciller et Naumann (1933), Lapple et Sheperd (1940), Krumbein (1942) i Langmuir (1943-1944, cf. Langmuir, 1961)».

## Formulació
La formulació d'aquest nombre adimensional, sovint simbolitzat per {\displaystyle X}, és :
{\displaystyle X=C_{x{\textrm {Quad}}}{\textrm {Re}}^{2}}
sent {\displaystyle C_{x{\textrm {Quad}}}}, el coeficient d'arrossegament quadràtic definit convencionalment com:
{\displaystyle C_{x{\textrm {Quad}}}={\frac {F}{1/2\rho V^{2}S}}}
on 
- {\displaystyle F} = força que condueix el moviment.
- {\displaystyle \rho } = massa volúmica del fluid (aire, per exemple).
- {\displaystyle S} = superfície de referència a especificar (sovint la superfície frontal de la partícula, però no necessàriament).
- {\displaystyle Re} = nombre de Reynolds clàssic, basat en la velocitat {\displaystyle (V)} de la partícula, en la seva dimensió característica (per exemple, el seu diàmetre frontal) i en la viscositat cinemàtica {\displaystyle (\nu )} del fluid.

## Propietats
Quan el producte del {\displaystyle C_{x}} quadràtic es fa pel quadrat del nombre de Reynolds, observem la desaparició de la velocitat {\displaystyle V}. Aquesta és la qualitat principal del nombre de Best; és independent de la velocitat de la partícula.
Per tant, el nombre de Best d'una esfera de densitat efectiva {\displaystyle \rho _{p}} en el règim de Stokes és:
{\displaystyle X={\frac {4D^{3}g\rho _{p}}{3\mu \nu }}}
on:
- {\displaystyle g} = acceleració de la gravetat.
- {\displaystyle \mu } = viscositat dinàmica del fluid.
- {\displaystyle \nu } = viscositat cinemàtica.

La densitat efectiva {\displaystyle \rho _{p}} d'una partícula és la seva densitat menys la densitat del fluid en què es produeix la solució; quan es tracta de la decantació de micrometeors a l'aire, sovint es pot descuidar la densitat del fluid (i per tant de l'aire).

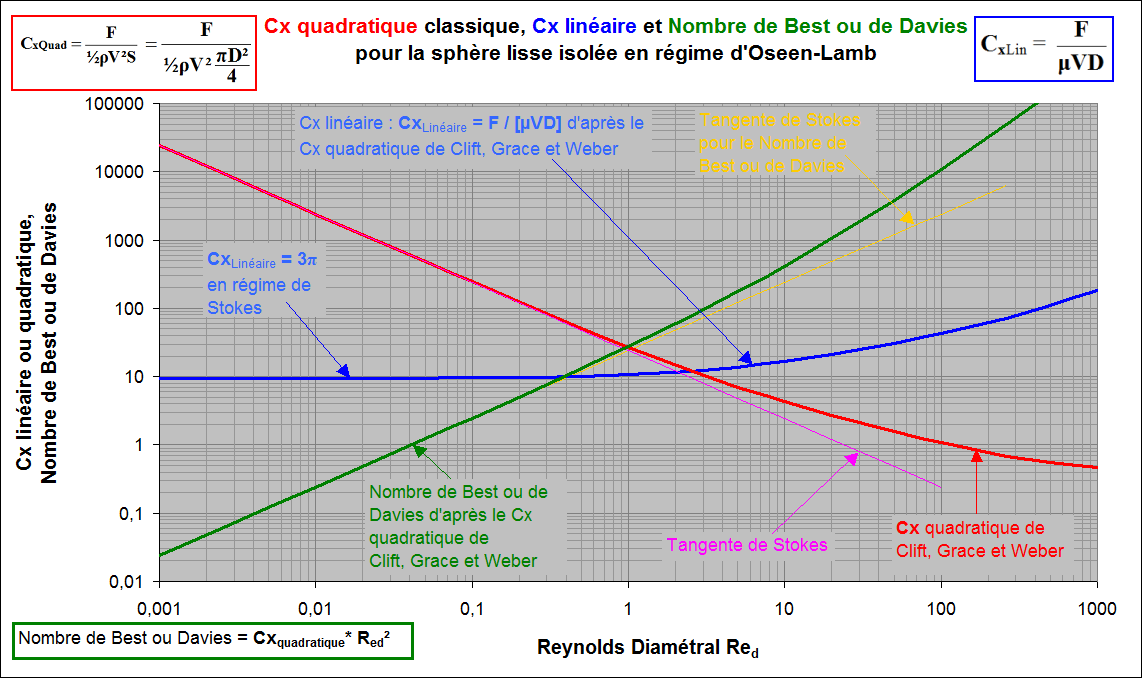
Comparacions dels nombres de Best segons l'evolució del nombre de Reynolds

A tall d'exemple, aquí es mostren les corbes del {\displaystyle C_{x}} quadràtic, el nombre de Best, i el {\displaystyle C_{x}} lineal de l'esfera llisa en funció dels seus nombres de Reynolds (això és per a tots els diàmetres {\displaystyle D} i en tots els fluids); (el {\displaystyle C_{x}} quadràtic basant-se aquí a la superfície frontal, el {\displaystyle C_{x}} lineal i el Reynolds al diàmetre {\displaystyle D}):
En aquest gràfic, el {\displaystyle C_{x}} lineal (corba verda) es defineix com el quocient de la força motriu {\displaystyle F} pel producte {\displaystyle \mu VD}(sent {\displaystyle \mu }sent la viscositat dinàmica del fluid i {\displaystyle V} la velocitat de la partícula, com anteriorment); per definició, el {\displaystyle C_{x}} lineal dels cossos és constant en el règim de Stokes (per a l'esfera, és {\displaystyle 3\pi } amb referència al diàmetre {\displaystyle D}) (vegeu el flux de Stokes).
Si prenem com a expressió del {\displaystyle C_{x}}quadràtic la seva definició, és a dir:
{\displaystyle {\frac {Mg}{{\frac {1}{2}}\rho V^{2}S}}}
on:
- {\displaystyle Mg} = pes eficient de la partícula (el seu pes disminueix per l'empenyiment d'Arquimedes).
- {\displaystyle S} = superfície presa com a referència pel {\displaystyle C_{x}} (sovint la superfície frontal, però no necessàriament).

d'on s'obté :
{\displaystyle X={\frac {2MgD^{2}}{S\mu \nu }}}
Evidentment, és imprescindible, en el moment de posar aquesta expressió, especificar sempre la superfície presa com a referència pel {\displaystyle C_{x}} quadràtic, així com la longitud presa com a referència per a Reynolds (aquí el diàmetre {\displaystyle D}). Aquesta última expressió del nombre de Best és adequada per a tots els cossos.
Una altra qualitat important del nombre de Best (que explica el seu ús a la part inferior de Reynolds) és que, quan es dibuixa el comportament de les partícules en règim de Stokes ({\displaystyle Re\ll 1}) en forma de gràfica {\displaystyle X=f(Re)}, les corbes formades són rectes i {\displaystyle y=ax}, és a dir, en una gràfica cartesianes (línies rectes de pendent variable i que passen per l'origen) i, en una gràfica de Log-Log (línies paral·leles {\displaystyle y=ax}, on la inclinació visual d'aquestes últimes línies és la mateixa per a totes les partícules en règim de Stokes), el seu escalonament en ordenades és la funció d'{\displaystyle a} (la línia verda, a la gràfica oposada, com a exemple). Aquesta propietat de les gràfiques {\displaystyle X=f(Re)} per a les partícules en règim de Stokes es pot demostrar fàcilment, ja que en aquest règim, el {\displaystyle C_{x}}quadràtic d'una partícula és de la forma {\displaystyle k/Re}({\displaystyle k} és un escalar constant), i el seu nombre de Best és:
{\displaystyle X=C_{x{\text{Quad}}}{\text{Re}}^{2}=k{\text{Re}}}.
Una altra qualitat important d'aquest mateix nombre de Best és que el nombre de Reynolds que el forma es pot basar en una longitud de referència virtual. Així, els meteoròlegs, sense poder explicar-ho físicament, han trobat que basant.el nombre de Reynolds en el ells anomenen capacitància, concentra fortament les marques experimentals que descriuen la decantació de partícules d'estirament {\displaystyle L/D} en un rang bastant important (de 0,5 a 4, per exemple). La capacitància {\displaystyle C} d'un cilindre curt es defineix de la manera següent:
{\displaystyle C=0,3185\,D\,(1+0,868\lambda ^{0,76})}
L'ús d'aquesta longitud de referència virtual pot semblar curiós. Segueix sent pragmàtic i, sobretot, utilitari, en el sentit que sempre es pot, des d'un punt d'una gràfica {\displaystyle X=f(Re_{C})} (el Reynolds i, per tant, el nombre de Best es basen en la capacitància {\displaystyle C}) tornar a la {\displaystyle C_{x}}quadràtica dividint l'ordenada d'aquest punt per la seva abscissa {\displaystyle Re_{C}}.
També és possible que cossos, com ara cilindres curts (o hidrometeors sòlids, com ara columnes hexagonals que siguin molt similars), es basin en la decantació transversal o axial, per basar el Reynolds en una longitud de referència virtual que concentri encara millor el marques experimentals (registrades en decantació transversal o axial).

## Relació del nombre de Best amb altres nombres adimensionals
El nombre de Best es confon a vegades amb el nombre d'Arquimedes, un altre nombre adimensional. De fet, per a l'esfera, per exemple, la seva redacció és idèntica al coeficient 4/3.
El nombre de Best també és molt proper al nombre de Galilei (que val la pena l'arrel quadrada del nombre d'Arquimedes).